# Lijst van Tweede Kamerleden 1866 (sep)
Lijst van Tweede Kamerleden 1866 (sep) geeft een overzicht van de leden van de Nederlandse Tweede Kamer in de periode tussen de periodieke verkiezingen van 1866 en de algemene verkiezingen van 1866. De zittingsperiode van de Tweede Kamer ging in op 18 september 1866 en eindigde op 1 oktober 1866 door ontbinding van de Tweede Kamer.
De Tweede Kamer telde 75 leden, die gekozen werden in 39 districten. Zij werden gekozen voor een termijn van vier jaar; om de twee jaar werd de helft van de Tweede Kamer vernieuwd.
| Naam                                     | groepering                | district         | begindatum        | einddatum              | refs   |
| ---------------------------------------- | ------------------------- | ---------------- | ----------------- | ---------------------- | ------ |
| Jouwert Andreae                          | conservatieven            | Leeuwarden       | 18 september 1866 | 1 oktober 1866         | [ 2 ]  |
| Hubert van Asch van Wijck                | antirevolutionairen       | Amersfoort       | 18-09-1866 [ e ]  | 18-09-1866 [ f ] [ g ] | [ 3 ]  |
| Carolus Beens                            | thorbeckianen             | Tilburg          | 19-09-1864 [ h ]  | 1 oktober 1866         | [ 4 ]  |
| Warnardus Begram                         | conservatieven            | Gorinchem        | 18 september 1866 | 1 oktober 1866         | [ 5 ]  |
| Sybrand van Beyma thoe Kingma            | liberalen                 | Dokkum           | 19-09-1864 [ h ]  | 1 oktober 1866         | [ 6 ]  |
| Charles de Bieberstein Rogalla Zawadsky  | thorbeckianen             | Maastricht       | 18 september 1866 | 1 oktober 1866         | [ 7 ]  |
| François Blom                            | liberalen                 | Rotterdam        | 19-09-1864 [ h ]  | 1 oktober 1866         | [ 8 ]  |
| Philippus van Blom                       | liberalen                 | Dokkum           | 18 september 1866 | 1 oktober 1866         | [ 9 ]  |
| Pieter Blussé van Oud-Alblas             | thorbeckianen             | Dordrecht        | 19-09-1864 [ h ]  | 1 oktober 1866         | [ 10 ] |
| Johannes Bots                            | thorbeckianen             | Eindhoven        | 19-09-1864 [ h ]  | 1 oktober 1866         | [ 11 ] |
| Willem de Brauw                          | conservatief-protestanten | Gouda            | 19-09-1864 [ h ]  | 1 oktober 1866         | [ 12 ] |
| François de Casembroot                   | conservatieven            | 's-Gravenhage    | 19 september 1866 | 1 oktober 1866         | [ 13 ] |
| Karel Cornelis                           | thorbeckianen             | Roermond         | 19-09-1864 [ h ]  | 1 oktober 1866         | [ 14 ] |
| Jacob Dam                                | thorbeckianen             | Zutphen          | 19-09-1864 [ h ]  | 1 oktober 1866         | [ 15 ] |
| Albertus van Delden                      | liberalen                 | Deventer         | 18 september 1866 | 1 oktober 1866         | [ 16 ] |
| Jacob Dirks                              | conservatieven            | Leeuwarden       | 19-09-1864 [ h ]  | 1 oktober 1866         | [ 17 ] |
| Willem Dullert                           | thorbeckianen             | Zutphen          | 18 september 1866 | 1 oktober 1866         | [ 18 ] |
| Gerard Dumbar                            | thorbeckianen             | Deventer         | 19-09-1864 [ h ]  | 1 oktober 1866         | [ 19 ] |
| Daniël van Eck                           | thorbeckianen             | Middelburg       | 19-09-1864 [ h ]  | 1 oktober 1866         | [ 20 ] |
| Gerrit Fokker                            | thorbeckianen             | Middelburg       | 18 september 1866 | 1 oktober 1866         | [ 21 ] |
| Cornelis van Foreest                     | conservatief-protestanten | Alkmaar          | 19-09-1864 [ h ]  | 1 oktober 1866         | [ 22 ] |
| Isaäc Fransen van de Putte               | liberalen                 | Rotterdam        | 19 september 1866 | 1 oktober 1866         | [ 23 ] |
| Johan Geertsema                          | liberalen                 | Haarlem          | 18 september 1866 | 1 oktober 1866         | [ 24 ] |
| Michel Godefroi                          | gematigde liberalen       | Amsterdam        | 18 september 1866 | 1 oktober 1866         | [ 25 ] |
| Jan van Goltstein                        | conservatieven            | Amersfoort       | 19-09-1864 [ h ]  | 1 oktober 1866         | [ 26 ] |
| Willem van Goltstein van Oldenaller      | conservatieven            | Hoorn            | 19-09-1864 [ h ]  | 1 oktober 1866         | [ 27 ] |
| Norbertus Guljé                          | thorbeckianen             | Breda            | 18 september 1866 | 1 oktober 1866         | [ 28 ] |
| Jan Heemskerk Bzn.                       | thorbeckianen             | Amsterdam        | 18 september 1866 | 1 oktober 1866         | [ 29 ] |
| Louis van Heiden Reinestein              | conservatieven            | Assen            | 19-09-1864 [ h ]  | 1 oktober 1866         | [ 30 ] |
| Cornelis van Heukelom                    | liberalen                 | Amsterdam        | 19-09-1864 [ h ]  | 1 oktober 1866         | [ 31 ] |
| Petrus van den Heuvel                    | liberalen                 | Eindhoven        | 18 september 1866 | 1 oktober 1866         | [ 32 ] |
| Christianus Heydenrijck                  | liberalen                 | Nijmegen         | 19-09-1864 [ h ]  | 1 oktober 1866         | [ 33 ] |
| Cornelis Hoekwater                       | conservatieven            | Delft            | 19-09-1864 [ h ]  | 1 oktober 1866         | [ 34 ] |
| Mari Hoffmann                            | conservatief-protestanten | Gouda            | 18 september 1866 | 1 oktober 1866         | [ 35 ] |
| Petrus Hollingerus Pijpers               | thorbeckianen             | Breda            | 19-09-1864 [ h ]  | 1 oktober 1866         | [ 36 ] |
| Franciscus Jespers                       | thorbeckianen             | Tilburg          | 18 september 1866 | 1 oktober 1866         | [ 37 ] |
| Willem Jonckbloet                        | liberalen                 | Winschoten       | 18 september 1866 | 1 oktober 1866         | [ 38 ] |
| Jacob van Kerkwijk                       | thorbeckianen             | Zierikzee        | 18 september 1866 | 1 oktober 1866         | [ 39 ] |
| Hyacinthus Kerstens                      | liberalen                 | Boxmeer          | 19-09-1864 [ h ]  | 1 oktober 1866         | [ 40 ] |
| Levinus Keuchenius                       | antirevolutionairen       | Arnhem           | 18 september 1866 | 1 oktober 1866         | [ 41 ] |
| Nicolaas Kien                            | conservatieven            | Utrecht          | 18 september 1866 | 1 oktober 1866         | [ 42 ] |
| Jean de Laat de Kanter                   | liberalen                 | Goes             | 19-09-1864 [ h ]  | 1 oktober 1866         | [ 43 ] |
| Willem van Lidth de Jeude                | conservatieven            | Tiel             | 18 september 1866 | 1 oktober 1866         | [ 44 ] |
| Petrus van Limburg Brouwer               | liberalen                 | Almelo           | 19-09-1864 [ h ]  | 1 oktober 1866         | [ 45 ] |
| Gijsbertus van der Linden                | thorbeckianen             | Almelo           | 18 september 1866 | 1 oktober 1866         | [ 46 ] |
| Pieter de Lom de Berg                    | conservatief-katholieken  | Roermond         | 18 september 1866 | 1 oktober 1866         | [ 47 ] |
| Aloysius Luyben                          | conservatief-katholieken  | 's-Hertogenbosch | 18 september 1866 | 1 oktober 1866         | [ 48 ] |
| Theo van Lynden van Sandenburg           | conservatief-protestanten | Arnhem           | 19-09-1864 [ h ]  | 1 oktober 1866         | [ 49 ] |
| Paul van der Maesen de Sombreff          | thorbeckianen             | Maastricht       | 19-09-1864 [ h ]  | 1 oktober 1866         | [ 50 ] |
| Evert du Marchie van Voorthuysen         | conservatieven            | Utrecht          | 19-09-1864 [ h ]  | 1 oktober 1866         | [ 51 ] |
| Haye Mensonides                          | liberalen                 | Hoorn            | 18 september 1866 | 1 oktober 1866         | [ 52 ] |
| Antony Moens                             | liberalen                 | Sneek            | 18 september 1866 | 1 oktober 1866         | [ 53 ] |
| Asser van Nierop                         | thorbeckianen             | Haarlem          | 19-09-1864 [ h ]  | 1 oktober 1866         | [ 54 ] |
| Joannes van Nispen van Sevenaer          | liberalen                 | Nijmegen         | 18 september 1866 | 1 oktober 1866         | [ 55 ] |
| Nicolaas Olivier                         | thorbeckianen             | Alkmaar          | 18 september 1866 | 1 oktober 1866         | [ 56 ] |
| Johannes de Poorter                      | thorbeckianen             | 's-Hertogenbosch | 19-09-1864 [ h ]  | 1 oktober 1866         | [ 57 ] |
| Gerrit de Raadt                          | liberalen                 | Dordrecht        | 18 september 1866 | 1 oktober 1866         | [ 58 ] |
| Gerlach van Reenen                       | conservatieven            | Amsterdam        | 18 september 1866 | 1 oktober 1866         | [ 59 ] |
| Geert Reinders                           | liberalen                 | Zuidhorn         | 18 september 1866 | 1 oktober 1866         | [ 60 ] |
| Jan Rochussen                            | conservatieven            | Amsterdam        | 19-09-1864 [ h ]  | 1 oktober 1866         | [ 61 ] |
| Gerrit Simons                            | conservatieven            | Gorinchem        | 19-09-1864 [ h ]  | 1 oktober 1866         | [ 62 ] |
| Carel Storm van 's Gravesande            | conservatief-liberalen    | Steenwijk        | 19-09-1864 [ h ]  | 1 oktober 1866         | [ 63 ] |
| Jan van Swieten                          | liberalen                 | Amsterdam        | 19-09-1864 [ h ]  | 1 oktober 1866         | [ 64 ] |
| Pieter Taets van Amerongen tot Natewisch | conservatieven            | Leiden           | 18 september 1866 | 1 oktober 1866         | [ 65 ] |
| Johan Rudolph Thorbecke                  | thorbeckianen             | Groningen        | 19-09-1864 [ h ]  | 1 oktober 1866         | [ 66 ] |
| Petrus van der Veen                      | conservatief-liberalen    | Assen            | 18 september 1866 | 1 oktober 1866         | [ 67 ] |
| Willem Viruly Verbrugge                  | liberalen                 | Rotterdam        | 18 september 1866 | 1 oktober 1866         | [ 68 ] |
| Otto van Wassenaer van Catwijck          | antirevolutionair         | Leiden           | 21 september 1866 | 1 oktober 1866         | [ 69 ] |
| Rembertus Westerhoff                     | thorbeckianen             | Appingedam       | 19-09-1864 [ h ]  | 1 oktober 1866         | [ 70 ] |
| Willem Wintgens                          | conservatieven            | Delft            | 18 september 1866 | 1 oktober 1866         | [ 71 ] |
| Henri Wttewaall van Stoetwegen           | conservatieven            | Zwolle           | 19-09-1864 [ h ]  | 27 september 1866      | [ 72 ] |
| Schelte Wybenga                          | conservatief-liberalen    | Sneek            | 19-09-1864 [ h ]  | 1 oktober 1866         | [ 73 ] |
| Gerhard IJssel de Schepper               | liberalen                 | Zwolle           | 18 september 1866 | 1 oktober 1866         | [ 74 ] |
| Jan Zijlker                              | thorbeckianen             | Appingedam       | 18 september 1866 | 1 oktober 1866         | [ 75 ] |
| Jacob van Zuylen van Nijevelt            | conservatieven            | 's-Gravenhage    | 19-09-1864 [ h ]  | 1 oktober 1866         | [ 76 ] |

1815-1818 ·
1818-1821 ·
1821-1824 ·
1824-1827 ·
1827-1830 ·
1830-1833 ·
1833-1836 ·
1836-1839 ·
1839-1842 ·
1842-1845 ·
1845-1848 ·
1848-1849 ·
1849-1850 ·
1850-1852 ·
1852-1853 ·
1853-1854 ·
1854-1856 ·
1856-1858 ·
1858-1860 ·
1860-1862 ·
1862-1864 ·
1864-1866 ·
1866 (sep) ·
1866-1868 ·
1868-1869 ·
1869-1871 ·
1871-1873 ·
1873-1875 ·
1875-1877 ·
1877-1879 ·
1879-1881 ·
1881-1883 ·
1883-1884 ·
1884-1886 ·
1886-1887 ·
1887-1888 ·
1888-1891 ·
1891-1894 ·
1894-1897 ·
1897-1901 ·
1901-1905 ·
1905-1909 ·
1909-1913 ·
1913-1917 ·
1917-1918 ·
1918-1922 ·
1922-1925 ·
1925-1929 ·
1929-1933 ·
1933-1937 ·
1937-1946 ·
1946-1948 ·
1948-1952 ·
1952-1956 ·
1956-1959 ·
1959-1963 ·
1963-1967 ·
1967-1971 ·
1971-1972 ·
1972-1977 ·
1977-1981 ·
1981-1982 ·
1982-1986 ·
1986-1989 ·
1989-1994 ·
1994-1998 ·
1998-2002 ·
2002-2003 ·
2003-2006 ·
2006-2010 ·
2010-2012 ·
2012-2017 ·
2017-2021 ·
2021-2023 ·
2023-heden
Overzicht historische zetelverdeling